# Mocedades de Rodrigo
Las Mocedades de Rodrigo es el nombre con el que se conoce un tardío cantar de gesta castellano anónimo, compuesto alrededor de 1360, que relata los orígenes y las hazañas de juventud del héroe legendario Rodrigo Díaz de Vivar.
Se conservan 1164 versos, precedidos de un fragmento inicial en prosa. El único códice que transmite la obra es un manuscrito de 1400 que se encuentra en la Biblioteca Nacional de París. El texto que nos ha llegado carece de título, y la crítica ha suplido esta carencia titulando la obra como Mocedades de Rodrigo, Refundición de las Mocedades de Rodrigo (Armistead), Cantar de Rodrigo y el rey Fernando (Menéndez Pidal) y Crónica rimada del Cid (Bourland).

## Argumento

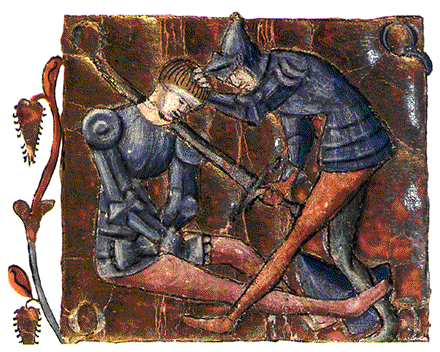
Rodrigo Díaz venga las ofensas a su padre matando al de Jimena. Miniatura de la Crónica de 1344, Academia de las Ciencias de Lisboa.

Tras un inicio de carácter genealógico, en el que se cuenta la ascendencia del héroe, el poema narra cómo el joven Rodrigo da muerte al enemigo de su padre, el conde don Gómez, padre a su vez de Jimena. Para reparar su culpa, el rey Fernando le obliga a contraer matrimonio con ella. Pero el héroe se niega, en un claro motivo folclórico de aplazamiento de la obligación mediante el cumplimiento de una difícil y duradera misión, hasta haber ganado en cinco batallas.
Aunque las cinco batallas de anteriores versiones han quedado difuminadas en las Mocedades de Rodrigo, en el texto que nos ocupa podríamos considerar la victoria sobre el moro Burgos de Ayllón, la victoria sobre el campeón de Aragón por la posesión de Calahorra, la defensa de Castilla de la conjura de los condes traidores, la batalla contra cinco adalides moros y la reposición a su sede del obispo de Palencia. Llegado este punto, el rey de Francia, el emperador del Sacro Imperio Romano Germánico y el Papa exigirán un pago humillante de tributos a Castilla, entre los que figura el pago de quince nobles doncellas vírgenes anualmente. Ante esta situación, Rodrigo incita al rey Fernando a conquistar Francia y ambos, finalmente, triunfarán sobre una coalición formada por el conde de Saboya, el rey de Francia, el Emperador y el Papa. Tras esta victoria desmedida y en medio de la negociación de las capitulaciones, el manuscrito se interrumpe.

## Fecha y autoría
Alan Deyermond sitúa su redacción alrededor de 1360 en la región de Palencia, a cargo de un autor culto, probablemente clérigo, que, según Deyermond y Samuel G. Armistead, estaría reelaborando un texto hipotético de la segunda mitad del siglo XIII, hoy perdido, y que es conocido con el nombre de Gesta de las Mocedades de Rodrigo.
El hecho de que versiones anteriores de este poema no recojan alusión alguna a la diócesis de Palencia, ha llevado a pensar que la obra fue compuesta para publicitar esta demarcación eclesial en un momento en el que esta atravesaba una crisis económica y política. Asociar la figura ya muy legendaria del Cid a la historia de esta demarcación religiosa perseguía atraer feligreses y recursos para el obispado. Esta misma motivación ya había estado presente en la labor propagandística de la obra de Gonzalo de Berceo con respecto a San Millán de la Cogolla.
Por otra parte, Juan Victorio, postula un autor natural de Zamora (si bien podría estar relacionado profesionalmente con la diócesis de Palencia) y también culto, como muestran sus conocimientos diplomáticos y heráldicos. Su tesis está apoyada por la presencia en las Mocedades de algún leonesismo lingüístico («mayoralgo», v. 974; «cabdiella», v. 1135; «resollo», v. 596), el conocimiento de la microtoponimia zamorana que muestra el autor, la localización constante de la corte del rey en Zamora en el poema, el encuentro que tiene Rodrigo con el rey Fernando en Granja de Moreruela (Zamora), e imprecisiones que atañen a las tradiciones locales palentinas que recoge el cantar.
Señala también Victorio que, aparte del evidente afán propagandístico de la diócesis de Palencia (donde pudo redactar el poema, no obstante lo dicho sobre el origen del autor), el autor muestra un convencido posicionamiento político a favor de Pedro I el Cruel o el Justiciero en la guerra que le enfrentó al candidato de la Casa de Trastámara, el futuro Enrique II, entre los años 1357 y 1369. Para ello aduce que en las Mocedades los enemigos del joven Rodrigo son los mismos que, en este conflicto contemporáneo al autor, tenía el rey Pedro: el reino de Aragón, el monarca francés y el Papa. Así pues, el autor no solo se sirve de este texto para propagar intereses eclesiásticos, sino también políticos.

### Versiones anteriores
Se han postulado indicios de la existencia del material de las Mocedades desde el siglo XIII en alusiones a elementos narrativos de la obra en crónicas. Aparecen en el Chronicon mundi, de Lucas de Tuy, en la Estoria de España (también llamada Primera Crónica General), compilada por Alfonso X el Sabio, y en la Crónica de veinte reyes. Más tarde, hacia 1300, se encuentra en la Crónica de los reyes de Castilla un relato más completo en prosa cuyo argumento es el de un antecedente perdido de las Mocedades. Posteriormente, esta versión da de nuevo lugar, con el añadido de otros materiales épicos, a la que aparece en la Crónica de 1344. Por fin, un clérigo o autor culto habría refundido todo este material alrededor de 1360 en la versión que conocemos hoy.
La narración de la Crónica de los reyes de Castilla, también llamada Crónica de Castilla, prosifica el material de un cantar predecesor de las Mocedades conocido como *Gesta de las Mocedades de Rodrigo (que según Victorio, se difundió en la segunda mitad del siglo XIII), y esta da origen al ciclo de romances sobre la juventud de Rodrigo. La Gesta difiere del Cantar hoy conservado en su tono más moderado, con un héroe menos rebelde, y en que no aparecen menciones a la historia de la diócesis de Palencia. Esta divergencia constituye el motivo principal por el que Deyermond pensó que el texto conservado habría sido compuesto por un autor de esta zona.

## Métrica
Está compuesto este cantar por aproximadamente treinta tiradas de versos monorrimos anisosilábicos en las que predomina de modo absoluto la asonancia en á-o, que aparece en quince tiradas, esto es, un total de 972 versos.
El número de versos por tirada oscila entre los 264 de la número XVII y los dos versos de varias otras (II, IV, V, etc.). Es probable que en muchos de estos casos se trate de restos de tiradas incompletas, dado que el texto contiene abundantes lagunas.
Al igual que en otros cantares de gesta españoles, no hay un número fijo de sílabas por verso, aunque existe una tendencia a que midan entre 14 y 16 sílabas métricas con cesura muy pronunciada, que divide el verso en dos hemistiquios, de los cuales el primero tiende a ser octosílabo. Este rasgo podría evidenciar su cercanía a la métrica del romancero, pues el amanuense llega a copiar los dos hemistiquios de un mismo verso épico en sendos renglones separados.

## Estructura
Al texto concurren varios episodios, y estos tienen un engarce bastante débil entre sí. El más tardío de los poemas épicos hispánicos parece haber sido la última refundición de materiales diversos, tanto cronísticos como épicos de tradición oral, quizá incluso de un protorromancero cidiano. Lo confirma la decena de lagunas existentes en el texto, algunas muy notables. En particular, destaca la que supone la interrupción del manuscrito, lo que obliga a conjeturar el final basándose en las crónicas que transmiten versiones anteriores del poema.
De ese modo, hay varios núcleos argumentales: la introducción histórica y genealógica en prosa, el relato de los sucesos más destacados de la vida del héroe épico Fernán González, el episodio de la muerte del padre de Jimena y la concertación de bodas, los avatares en la península, hazañas bélicas contra moros (lid contra «el moro Burgos de Ayllón», v. 449) y cristianos (enfrentamiento contra el correo del rey de Aragón). Acumula además asuntos eclesiásticos de carácter local, como es el descubrimiento de la cripta de San Antolín o la reposición del obispo Bernaldo a su sede palentina, junto a campañas militares de alcance universal, como lo sería el enfrentamiento de Fernando y Rodrigo con todos los poderes fácticos de su época: rey de Francia, emperador y papa. La sensación concluyente es la de encontrarnos ante materiales de aluvión debidos a las distintas refundiciones de la gesta.
Las líneas iniciales de la prosificación no se deben al autor (como indica Victorio) sino al copista, pues este parece haber resumido parte del texto rimado que transcribía, y de ello son testigo los restos de asonancias que permanecen en los párrafos en prosa.
Según Armistead, el final debería ser el encumbramiento como emperador o "par de emperador" del rey Fernando entre los demás reyes peninsulares. Otra posibilidad, defendida por Deyermond, es que el final lo constituyera el homenaje a Bernaldo una vez repuesto a su sede episcopal, episodio que conjugaría bien con el carácter clerical y publicitario que tiene el poema según las tesis del hispanista anglosajón.

## Características en relación con la épica medieval española

### LasMocedadesen la tradición de los cantares de gesta
Resulta extraño comprobar cómo se mantuvo un género como el de la epopeya, habitualmente considerado de gestación tradicional y difusión oral en las etapas tempranas de la formación de los pueblos, hasta una época tan tardía como la segunda mitad del siglo XIV. Es esta una fecha en la que, por ejemplo, un don Juan Manuel, tenía plena conciencia del arte literario, y en la que la transmisión de contenidos noticiosos había sido destinada ya a la prosa de las crónicas, fundamentalmente. Si esto es así, se ha de indagar qué movió a su autor a escribir con arreglo a los moldes de las antiguas gestas.
Menéndez Pidal señala a este respecto que el público, tras conocer ya sobradamente las hazañas de madurez del héroe, solicita ahora nuevas invenciones acerca de sus andanzas juveniles. En palabras del célebre erudito:

De un héroe cualquiera interesan primero sus hechos más notables, los que llevó a cabo en la plenitud de su pujanza; pero luego [...] se engendra una curiosidad general por saber multitud de pormenores que antes no interesaban. [...] A esta curiosidad trató de satisfacer el autor de las Mocedades de Rodrigo.

Además de la tradición épica española, contribuyen a la composición de las Mocedades motivos folclóricos universales, al modo de los que aparecen en la cuentística oral popular, y que han sido estudiados por el estructuralismo y la narratología. Más allá del mencionado tópico tradicional de la promesa aplazada, encontramos otros motivos. Entre ellos podríamos citar el de la fuga del prisionero ayudado por una mujer, o el del tributo anual de quince doncellas que le piden a Fernando el papa, el emperador y el rey de Francia (v. 755).
Por otro lado, en cuanto a la influencia de la épica extranjera, el autor demuestra conocer la épica francesa, pues alude a «Almerique de Narbona» (v. 58), «los Doçe Pares» (v. 1051) o al «palazin de Blaya» (v. 831), personajes de chansons de geste francesas. Si bien, para las fechas de que se habla, la difusión de la materia de Francia era ya muy extensa en la península, como demuestra la cantidad de personajes la épica gala que aparece en el romancero, que se gesta precisamente en esta época.

### El carácter del héroe
En las Mocedades de Rodrigo, el Cid joven aparece con un carácter muy divergente del que muestran otras versiones de su leyenda, y singularmente del Cantar de mio Cid, donde se conduce habitualmente con exquisita mesura. En el texto que nos ocupa lo vemos como un muchacho arrogante, soberbio y orgulloso; en ocasiones incluso irrespetuoso con su rey Fernando. Un ejemplo lo vemos en la primera ocasión en que se entrevistan. El rey ha convocado a Rodrigo y a su padre, Diego Laínez, para proponer a Rodrigo zanjar la muerte del padre de Jimena con el matrimonio. Pero Rodrigo desconfía:

«Oítme, dixo, amigos, parientes e vasallos de mi padre:
aguardat vuestro señor sin engaño e sin arte;
si viéredes que el alguazil lo quisiere prender, mucho apriesa lo matat:
¡tan negro día haya el rey como los otros que ahí están!
non vos pueden dezir traidores por vos al rey matar (...)
Mocedades de Rodrigo, vv. 410-414.

Y más adelante (vv. 422-429) se negará, ante la presencia del rey, a reconocerse como su vasallo y a besar su mano, diciendo «porque vos la bessó mi padre soy yo mal amanzellado» (v. 429).
Incluso se atreverá a responder en términos desafiantes al Papa (vv. 1100-1116), cuando este le pregunta al rey Fernando si quiere ser investido «emperador de España» (v. 1108). Vemos entonces cómo se adelanta Rodrigo, sin dejar responder primero a su rey, a quien por protocolo correspondía:

Allí fabló Ruy Díaz, ante que el rey don Fernando:
«¡Devos Dios malas graçias, ¡ay papa romano!,
que por lo por ganar venimos, que non por lo ganado,
ca los çinco reinos de España sin vos le bessan la mano:
viene por conquerir el emperio de Alemania, que de derecho ha de heredarlo» (...)
Mocedades de Rodrigo, vv. 1110-1114.

En esta caracterización influye probablemente la voluntad ya novelesca (y no tanto épica) de atraer al público con la sorpresa, la desmesura y el vuelo de la imaginación, propia del desarrollo de la ficción en el siglo XIV.
Juan Victorio, en su prólogo a la edición citada, opina, sin embargo, que hay precedentes en cuanto al tópico de la rebeldía del héroe en toda la épica española, en la línea del carácter que muestran respecto a su rey los episodios más importantes de la leyenda de Bernardo del Carpio o de Fernán González. Este es, por añadidura, uno de los motivos más abundantes en los héroes del romancero.

## Valoración
Tradicionalmente se ha venido considerando las Mocedades como un texto escasamente relevante en cuanto a sus valores estrictamente literarios. Sin embargo, desde el punto de vista de la historia de la literatura, se trata de un texto extraordinariamente interesante.
En primer lugar porque, como ya dijimos, se trata de la realización más tardía de la épica medieval española, y así, se constata que el estilo arcaico de la épica perduró hasta finales del siglo XIV, y sus estereotipos lingüísticos deben ser valorados muy cuidadosamente en punto a la datación de estas obras.
Por otro lado se trata del texto que genera la tradición de romances sobre la juventud del Cid; y alguno de sus episodios, como la muerte del padre de Jimena a manos del héroe, dio origen a través del romancero a la obra de Guillén de Castro, Las mocedades del Cid, y esta, al drama de Corneille, Le Cid.
De la descomposición del último ejemplo vivo de la canción de gesta española nacieron, según todos los indicios, los romances. El cantar de las Mocedades de Rodrigo ya se acerca a ellos en su carácter novelesco e imaginativo, y en la cantidad mayoritaria de hemistiquios octosilábicos de que está formado el poema. Con solo situar los versos en dos renglones, uno por hemistiquio, y teniendo en cuenta la fragmentación y lagunas que las Mocedades contiene, se explica bien el carácter del romancero, con rima asonante en los octosílabos pares, comienzos in medias res y finales interruptos, además de un elevado componente de ficción novelesca en la recreación de episodios históricos.

## Ediciones de lasMocedades de Rodrigo

### Manuscrito
- Manuscrito n.º 12 del fondo español, en Biblioteca Nacional de París, olim Cod. 9988, Bibliothèque Royale.

### Ediciones modernas
- Francisque Michel y J. F. Wolf, en Wiener Jahrbücher für Literatur, Viena, 1846.
- Agustín Durán, Biblioteca de Autores Españoles (BAE), tomo XVI, 1851.
- Damas Hinard, en Poëme du Cid, París, 1858 (desde el verso 294 de la ed. cit. abajo de Victorio).
- A. M. Huntington (ed. facsímil), Nueva York, 1904.
- Benjamin Parsons Bourland, en Revue Hispanique, XXIV (I), 1911, págs. 310-357. (Con el título de Crónica rimada del Cid)
- Ramón Menéndez Pidal, en Reliquias de la poesía épica española, Madrid, Espasa-Calpe, 1951, págs. 257-289. (Titulándolo Cantar de Rodrigo y el rey Fernando, este texto se tomó como base de muchas de las ediciones posteriores, como la de Carlos Alvar y Manuel Alvar, op. cit. infra.).
- A. D. Deyermond (ed. paleográfica) en Epic Poetry and the Clergy: Studies on the «Mocedades de Rodrigo», Londres, Tamesis Books, 1969.
- Juan Victorio, Madrid, Espasa-Calpe, 1982.
- Matthew Bailey, en Las Mocedades de Rodrigo: estudios críticos, manuscrito y edición, London, King's College, Centre for Late Antique and Medieval Studies, 1999.
- Matthew Bailey, Las Mocedades de Rodrigo: The Youthful Deeds of Rodrigo, the Cid, Toronto, University of Toronto Press, 2007.